# Salim Salimow
Salim Basriew Salimow (bulgarisch Салим Басриев Салимов; * 5. Mai 1982 in Omurtag, Targowischte, Bulgarien) ist ein ehemaliger bulgarischer Boxer und Teilnehmer der Olympischen Spiele 2004 im Halbfliegengewicht.

## Karriere
Salim Salimow gewann bei den Junioren-Weltmeisterschaften 2000 in Budapest die Silbermedaille im Halbfliegengewicht. Zudem gewann er Gold bei den EU-Meisterschaften 2004 in Madrid (Halbfliegengewicht) und 2006 in Pécs (Fliegengewicht), sowie Silber bei den EU-Meisterschaften 2007 in Dublin (Fliegengewicht) und jeweils Bronze bei den Europameisterschaften 2004 in Pula (Halbfliegengewicht) und den EU-Meisterschaften 2005 in Cagliari (Fliegengewicht).
Darüber hinaus war er Teilnehmer der Europameisterschaften 2002 in Perm und 2006 in Plowdiw, sowie der Weltmeisterschaften 2001 in Belfast, 2003 in Bangkok, 2005 in Mianyang und 2007 in Chicago.
Bei den Olympischen Spielen 2004 in Athen schied er in der Vorrunde gegen Suban Pannon aus.